# Linguagem corporal
A linguagem corporal é uma forma de comunicação não verbal. Abrange principalmente gestos, postura, expressões faciais, movimento dos olhos e a proximidade entre o locutor e o interlocutor (proxêmica). Contribuem para o estudo da Linguagem Corporal — chamada de sinergologia por alguns autores — a cinesiologia, ciência que analisa o movimento do corpo humano, a paralinguagem, a programação neurolinguística, a neurociência, a psicologia, a proxêmica, e a oratória.
Os primeiros estudos científicos sobre linguagem corporal foram feitos por Charles Darwin e publicadas no livro “A expressão das emoções em homens e animais”. Darwin defendia que os mamíferos demostravam suas emoções através de expressões faciais. A linguagem corporal foi uma das primeiras formas de comunicação humana e continua sendo uma das mais fortes e expressivas. A linguagem corporal vem sendo utilizada há milhões de anos e está relacionada principalmente ao sistema límbico (mesencéfalo), a segunda estrutura mais primitiva de nosso cérebro.

## A importância da linguagem corporal
O antropólogo Ray Birdwhistell (1918—1994), um dos pioneiros no estudo da comunicação não verbal, estimou que menos de 35% do conteúdo social (como emoções) das conversas é transmitido através de palavras, o restante, em torno de 65% da comunicação social é feito de maneira não verbal. Todos nascemos sabendo identificar algumas expressões faciais, gestos e posturas e também ao longo da vida aprendemos várias outras.

## Utilização da linguagem corporal

### Gestos culturais
Culturalmente um povo pode adotar gestos característicos que os identifiquem, assim como ocorre de existirem significados diferentes para um mesmo gesto em diferentes culturas. O punho fechado com o polegar levantado na maioria dos países é interpretado como sinal de “positivo”. Na Itália é interpretado como um gesto obsceno. O sinal de “Ok” americano, realizado com a união de polegar e indicador, no Brasil quando feito abaixo do cotovelo também adquire significado vulgar.

### Gestos de suporte ou complemento
Utilizada de maneira adequada, a linguagem corporal pode reforçar ou enfatizar a mensagem oral, pode complementar ou concluir raciocínios. Há muitos cursos de oratória que ensinam gestos e expressões capazes de dar suporte aos discursos e melhorar a comunicação.

### Leitura das reais intenções e sentimentos do orador
Muitos ditos especialistas afirmam poder perceber através dos gestos e expressões faciais se o que uma pessoa está dizendo condiz exatamente com seus sentimentos e reais intenções. Especialistas brasileiros em linguagem corporal alertam que é preciso muita cautela na leitura de gestos e expressões corporais. Psicólogos reforçam que as expressões de ansiedade e medo assemelham-se aos alegados sinais da mentira, o que incorre em muitos erros de interpretação.

## Expressões inatas
Outra grande contribuição ao desenvolvimento dos estudos sobre linguagem corporal foi dada pelo psicólogo Paul Ekman. Partindo do pressuposto que Charles Darwin havia se enganado ao afirmar que os mamíferos já nascem sabendo interpretar e demonstrar um grupo de expressões faciais, Ekman dedicou mais de 50 anos da sua vida ao estudo das emoções humanas.
Por fim, acabou comprovando o pressuposto de Darwin e identificou 7 expressões inatas: raiva, alegria, tristeza, surpresa, medo, aversão e desprezo (considerada por alguns autores apenas como uma variação da expressão de aversão).
Estas expressões estão presentes em todas as culturas e em todas as épocas da história, registradas em estátuas e pinturas. Seja no Japão, no oriente médio, no Brasil ou nos EUA, as 7 expressões inatas possuem o mesmo significado. São percebidas inclusive em crianças que nasceram cegas e nunca a observaram em outra pessoa.
Ekman também catalogou todas as combinações dos movimentos musculares da face humana, chegando a mais de 10.000 expressões faciais. São os estudos de Paul Ekman que servem de fundamentação teórica para o seriado Lie to Me, onde um investigador desvenda casos através da leitura das expressões faciais das pessoas. O pioneiro F-M Facial Action Coding System 2. 0 (F-M FACS 2.0) foi criado em 2017 pelo Dr. Freitas-Magalhães, e apresenta 2 mil segmentos em 4K, com recurso à tecnologia 3D e de reconhecimento automático e em tempo real.
O pioneiro F-M Facial Action Coding System 3. 0 (F-M FACS 3.0®) foi criado em 2018 pelo Dr. Freitas-Magalhães, e apresenta 4 mil segmentos em 4K, com recurso a tecnologia 3D, 360 3D, e de reconhecimento automático e em tempo real (FaceReader 7.1). 
O F-M FACS 3.0 apresenta 8 pioneiras Action Units (AUs) e 22 pioneiros Tongue Movements (TMs), para além da inovadora nomenclatura funcional e estrutural.

## Movimento dos olhos

Um diagrama de padrões de olhares, baseado no livro Frogs into Princes de Bandler & Grinder (1979), autores associados à corrente da programação neurolinguística (PNL). As seis direções representam:
- visual construct (construção visual: imagens criadas, imaginadas)
- visual recall (lembrança visual: imagens vividas, lembradas, rememoradas)
- auditory construct (construção auditiva)
- auditory recall (lembrança auditiva)
- kinesthetic (cinestésico: sensações, sentidos)
- auditory internal dialogue (diálogo interno)

A neurociência descobriu que estamos sempre movimentando os olhos para compor em nosso cérebro as imagens que vemos. Além disso, diversos estudos neurolinguísticos comprovam que ao movimentar os olhos, ativamos regiões cerebrais específicas.

### Principais movimentos oculares
Alguns pesquisadores buscam relações entre o movimentos oculares, pensamentos e emoções:
- Para cima à direita – Toda vez que uma pessoa olha nessa direção está ativando o cérebro a criar imagens.
- Para cima à esquerda – Esse movimento dos olhos faz o cérebro resgatar arquivos visuais na memória. Ao fazer uma abstração o ser humano, invariavelmente, olha para cima. Experimente fazer uma conta matemática mentalmente e perceba como seus olhos movimentam-se para cima.
- Para o lado esquerdo – Este movimento, como se olhássemos na direção do ouvido, ativa os arquivos de memória ligados à audição. Utilizamos este movimento dos olhos para lembrar de músicas ou sons que ouvimos no passado.
- Para o lado direito – Olhando nessa direção, estimulamos nosso cérebro a criar novos sons. Os músicos utilizam com frequência este movimento ao comporem novas músicas e ao prepararem novos arranjos musicais.
- Para baixo à direta – Existem autores que afirmam que esta posição compreende à Cinestesia, isto é, aos sentidos autocorporais.
- Para baixo à esquerda – Ao olhar nessa direção remoemos sentimentos. Lembramos de coisas que fazem parte de nosso passado, incluindo lembranças quaisquer — como memorias tristes. Estimulando, inclusive, um autodiálogo.
- Para baixo – O movimento dos olhos como se olhássemos para a ponta do nariz ativa os nossos sentidos olfativos. Por isso enólogos ao degustarem vinhos olham para a ponta do nariz.

### Ressalvas e críticas
Os autores Allan e Bárbara Pease fazem uma observação sobre os canhotos. 10% das crianças que nascem em todo o mundo são canhotas. Destas, 60% desenvolvem movimentos ambidestros, ou seja, utilizam as duas mãos com a mesma habilidade. Os outros 40% restantes mantêm-se totalmente canhotos e neles o movimento dos olhos funciona de maneira invertida.
Alguns autores criticam essas técnicas de interpretação, afirmando, por exemplo, não haver evidências estatísticas que associem "olhar para direita" e "mentir", "imaginar".

## Autismo e limitações na compreensão e uso da linguagem corporal
Uma parcela dos seres humanos não consegue ter plena compreensão e domínio da linguagem corporal e vocal. São pessoas no espectro autista, entre elas aquelas que têm a Síndrome de Asperger.
Pessoas com Síndrome de Asperger, assim como outras do espectro autista, possuem notórias dificuldades e limitações na compreensão da parcela não verbal da comunicação interpessoal humana. Entre essas dificuldades, estão a de olhar nos olhos de outras pessoas, detectar nuances na gesticulação e na postura corporal, perceber variações da comunicação em modificações sutis no tom de voz, modular o tom de voz etc., além da tendência a interpretar ironias e metáforas de maneira literal e usar tom de voz e expressão facial "neutros".
Com isso, a tendência entre autistas sem o devido acompanhamento terapêutico, mesmo aqueles em grau "leve", é estabelecer uma comunicação com apenas 7%, ou um pouco mais, da efetividade da comunicação interpessoal dos neurotípicos. Com isso, há uma probabilidade irrazoavelmente alta de serem discriminados e preteridos por neurotípicos em rodas de conversa, reuniões de família e outros eventos que envolvem socialização, ou mesmo de a própria pessoa aspie voluntariamente abster-se de participar de eventos do tipo.